# Evangelische Kirche (Erfelden)

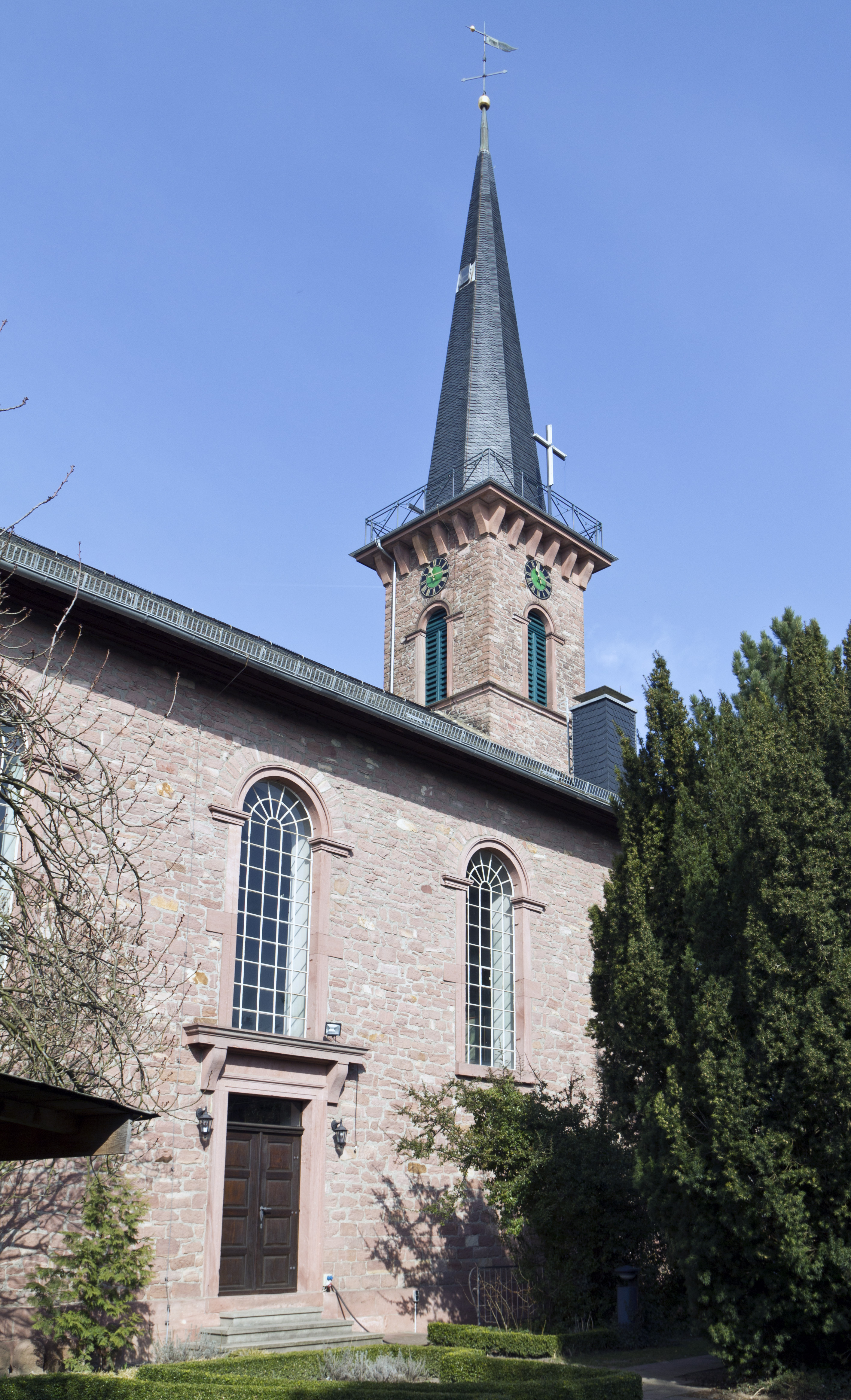
Evangelische Kirche (Erfelden)

Die Evangelische Kirche Erfelden ist ein denkmalgeschütztes Kirchengebäude, das in Erfelden steht, einem Stadtteil von Riedstadt im Landkreis Groß-Gerau in Hessen. Die Kirchengemeinde gehört zum Dekanat Groß-Gerau-Rüsselsheim in der Propstei Starkenburg der Evangelischen Kirche in Hessen und Nassau.

## Geschichte
Die Kapelle in Erfelden musste am 18. März 1828 wegen Baufälligkeit geschlossen werden. Sie wurde am 16. April 1830 abgetragen. Am 18. Mai 1833 wurde der Grundstein für die neue Kirche gelegt, die am 26. Oktober 1834 eingeweiht wurde.

## Beschreibung
Die nach Süden ausgerichtete klassizistische Saalkirche wurde nach einem Entwurf des Architekten Georg Lerch aus Quadermauerwerk im Rundbogenstil errichtet. 
Der schlanke quadratische Kirchturm beherbergt in seinem obersten Geschoss die Turmuhr und hinter den Klangarkaden den Glockenstuhl, in dem drei Kirchenglocken hängen. Er ist oberhalb des Kranzgesimses mit einem achtseitigen, schiefergedeckten, spitzen Helm bedeckt. 
An der Eingangsseite des Innenraums befindet sich eine Empore auf dorischen Säulen. Ihr gegenüber ist die Empore, auf der die Kanzel und die Orgel stehen. Unter ihr befindet sich die Sakristei. Davor in der Längsachse ist der Altar angeordnet. 1838 wurde eine gebrauchte Orgel gekauft, die Barthel Brünner 1746 für den Chor der Kirche des Klosters Amorbach gebaut hatte. Sie wurde von Peter Dingeldey am 18. Juli 1839 umgesetzt.